# فار کرای (بازی ویدئویی)
فار کرای (به انگلیسی: Far Cry) یک بازی ویدئویی در سبک تیراندازی اول شخص است که در ۲۴ مارس ۲۰۰۴ توسط شرکت یوبی‌سافت برای مایکروسافت ویندوز منتشر شد. این اولین قسمت از مجموعه بازی‌های فار کرای محسوب می‌شد که دنباله‌ای نیز با عنوان فار کرای ۲ برای آن در سال ۲۰۰۸ به بازار عرضه شد.

## داستان
جک کارور پس از رها کردن گذشته‌ی تلخ و اسرار آمیزش در نیروهای ویژه، به کار قایقرانی خصوصی در جنوب اقیانوس آرام می‌پردازد. یک گزارشگر به نام والریا کنستانتین، جک را استخدام می‌کند که او را مخفیانه به مجمع‌الجزایری دورافتاده میکرونزی ببرد تا بتواند بر روی زوایای ناشناخته‌ای از بقایای جنگ جهانی دوم تحقیق کند. وقتی آن‌ها به دریا نزدیک می‌شوند، والریا با جت‌اسکی به سمت ساحل می‌رود و جک مشغول لنگر انداختن می‌گردد. وقتی والریا به ساحل می‌رسد، قایق جک با اصابت موشک مزدوران ساکن جزیره نابود می‌شود. هر چند جک سعی می‌کند فرار کند و جان خود را نجات دهد، اما در میان آب‌های گرمسیری آنجا گرفتار می‌شود. جک تصمیم می‌گیرد تنها دوستش را که در میان جنگل گمشده پیدا کرده و نجات دهد. 
جک در حالی که از یک حمله‌ی دیگر فرار می‌کند، از هوش می‌رود و وقتی به هوش می‌آید متوجه می‌شود که درون یک دژ قدیمی ژاپنی قرار دارد. او در همانجا مزدوران را می‌یابد و متوجه می‌شود که به دنبال او می‌گردند. جک در آنجا یک دستیار دیجیتال شخصی می‌یابد و از طریق آن با کسی که خود را دویل معرفی می‌کند، آشنا می‌شود. جک با کمک دویل به راهش ادامه می‌دهد و با کشتن مزدوران و پیش رفتن در یک کشتی به دنبال والریا می‌گردد، اما او را نمی‌یابد و تنها به اطلاعات دست پیدا می‌کند. دویل برای جک توضیح می‌دهد که او سرپرست یک گروه علمی در جزیره بوده و به اطلاعات دست یافته که نشان می‌دهد شخصی به نام کریگر در جزیره دست به آزمایش‌های زیستی پیچیده‌ی غیرقانونی می‌زند و مزدوران را نیز برای این استخدام کرده که کسی نتواند به دارایی‌ها و تحقیقاتش ضربه‌ای بزند. آشکار شده است که آزمایش‌هایی که در استحکامات جزیره انجام می‌شود بر تغییرهای ژنتیکی تمرکز دارد. کریگر یک سِرُم جهش‌زا به دست آورده و با استفاده از آن می‌خواهد موجوداتی با هوش، قدرت، پایداری، سرعت و توانایی‌های رزمی فوق‌العاده‌ای تولید کند. او تا به حال این سرم را روی موجودات نخستی‌سان جز انسان، مانند شامپانزه و میمون آزمایش کرده است. در اثر تزریق سرم تمام جنبه‌های مورد نظر کریگر در موردهای آزمایش افزایش یافت، اما سرم یک اثر جانبی نیز ایجاد می‌کرد و ‌آن‌ها را به موجوداتی غول‌شکل تبدیل می‌کرد که بسیار بی‌عاطفه و مشتاق کشتن بودند. دانشمندان بر روی این غول‌های جهش‌یافته نام تریجن نهادند. دکتر کریگر، به این امید که موجودات جهش‌یافته‌ی ساخته‌ی خودش از او اطاعت کنند، دی‌ان‌ای خود را در سرم گنجانده بود. جک با این جهش‌یافته‌های بدسگال در مراکز آزمایشی جزیره مبارزه می‌کند. طولی نکشید که جک به کشف تازه‌ای دست می‌یابد: کریگر به جز نخستی‌سانان، بر روی انسان هم این آزمایش را انجام داده بود. او سربازان مزدور را مجبور می‌کرد تا بر خلاف میلشان سرم را تزریق کنند تا بتواند سرم و پیشرفت فاکتورهای فرمان‌پذیری را آزمایش کند.   
به مرور مشخص می‌شود که این تریجن‌ها به مشکل بزرگی برای مزدوران بدل شده‌اند. آن‌ها از ساختمان آزمایشگاه فرار کرده و علیه مزدوران شورش می‌کنند و دست به تاراج می‌زنند. جک در نهایت والریا را می‌یابد، اما در حالی که مأموران کریگر او را سوار هلی‌کوپتر می‌کنند تا به یک مکان جدید منتقل کنند. جک در لحظه‌ی آخر چرخ هلی‌کوپتری که در حال صعود است را می‌گیرد، اما وقتی که حواس مأموران به او پرت شده است، والریا می‌تواند از هلی‌کوپتر بیرون پریده و جک را نیز با خود همراه می‌کند و آن‌ها در دریا سقوط می‌کنند. وقتی آن‌ها به ساحل می‌رسند، والریا می‌گوید که گزارشگر نیست و در واقع مأمور سیا است و مأموریت یافته جلوی اقدامات کریگر را بگیرد. والریا پیشنهاد می‌کند که جزیره را بین خودشان تقسیم کنند تا سریع‌تر بتوانند به نتیجه‌ برسند و جک راهی یک مرکز عملیات اصلی می‌شود.       
جک پایگاه را از بین می‌برد و باعث کلافگی مزدوران می‌شود. در همین موقع والریا به کشف بزرگی نائل می‌شود و درباره‌ی مدرکی اطلاع می‌یابد که به منبع تریجن‌ها مربوط می‌شود، اما آن مدرک داخل ایستگاه نیروی جزیره است، اما این ایستگاه در آب غرق شده و همچنین در محاصره‌ی تریجن‌ها قرار دارد. جک والریا را نجات می‌دهد و سپس وارد ایستگاه می‌شود. موقعیت در آنجا سخت‌تر از قبل است، چرا که تفنگداران معمولی کشته شده و ایستگاه تحت اختیار تریجن‌هاست. در نتیجه کریگر مأمورهای نخبه‌تر خود را که از هوش و قدرت بیشتری برخوردارند، مأمور حفاظت از جزیره کرده است. جک و والریا باز هم از جدا می‌شوند و هنگامی دوباره به هم می‌رسند که جک فرمانده‌ی مزدوران، کرو را پیدا کرده و کشته است. با اطلاعاتی که از جسد کرو می‌یابند، می‌فهمند که کریگر یک سلاح هسته‌ای دارد که می‌خواهد اگر پروژه‌اش شکست خورد، از آن به عنوان شکست امن استفاده نماید.        
بعد از آنکه وزارت دفاع داده‌های والریا را بررسی می‌کند، او و جک به پایگاه مردابی می‌روند، که در آنجا سرم تریجن‌ها را تولید می‌کنند و سلاح هسته‌ای را می‌دزدند تا آن را فعال کنند و گزینه‌ی شکست امن کریگر را از بین ببرند. جک با این کار موافق نیست، اما والریا به او اطمینان می‌دهد که این سلاح کوچک و تاکتیکی است و اگر از پایگاه خارج شوند، دیگر خطری نخواهد داشت. پیش از آنکه آن‌ها سلاح را بیابند، دویل به آن‌ها هشدار می‌دهد که ممکن است توسط تریجن‌ها آلوده شوند و بهتر است پیش از آنکه این اتفاق رخ دهد، پادزهر این سرم را به خودشان تزریق کنند. درون آزمایشگاه، دویل به آن‌ها دستور می‌دهد سرنگ‌هایی که درون یک جعبه‌ی قرمز رنگ که بر آن علامت مخاطرات زیستی درج شده را به خودشان تزریق کنند و آن‌ها نیز چنین کرده و سپس به مسلح کردن بمب می‌پردازند. این بمب درست پس از آن‌که جک و والریا از آزمایشگاه خارج می‌شوند و منفجر شده و باعث می‌شود تا آن‌ها از هوش بروند.         
کریگر در همین موقع از پایگاه دیدن کرده و بدن‌های ناهشیار جک و والریا را می‌رباید. جک در هلی‌کوپتر کریگر چشم بازکرده و کریگر و محافظانش و والریا را همراه خود می‌بیند. هلی‌کوپتر از روی یکی از جزایر بی‌سکنه می‌گذرد و جک می‌بیند که جزیره مملو از هزاران تریجن‌ است و هر انسانی به آنجا می‌رفت به شکلی وحشیانه کشته شده و خورده می‌شد. کریگر سعی می‌کند دورنمایی از دنیای مورد انتظار خودش را به جک نشان بدهد. دنیایی که نژاد انسانی با این ابرانسانان عوض شده و آن‌‌ها دنیا را برای رهبر قدرتمندشان تسخیر می‌کنند. سپس یکی از محافظان کریگر با لگد جک را از هلی‌کوپتر به بیرون پرتاب می‌کند، اما جک با برخورد با شاخ و برگ درختان پیش از سقوط به زمین، می‌تواند شدت ضربه را کاهیده و جان سالم به در ببرد. همچنین یک اسلحه‌ی ام۴ نیز با ۱۰ گلوله همراه با او از هلی‌کوپتر پایین می‌اندازند. جک پیش می‌رود تا والریا را بیابد تا بتوانند از آنجا بگریزند. در بین راه او به یک سلاح‌خانه‌ی قدیمی رفته و برای خودش سلاح‌ها و گلوله‌های بیشتری برمی‌دارد. در همین موقع درمی‌یابد که بازویش کمی متورم و سبزرنگ شده است. جک به دویل اطلاع می‌دهد و دویل می‌گوید که باید پادزهر جلوی آن را بگیرد، اما احتمالاً انفجار مقدار زیادی از ماده‌ی سرم تریجن‌ها را در هوا پراکنده و این بلا سر خود دکتر کریگر هم آمده است. با این اوصاف، جک برای یافتن کریگر به راه افتاد.         
جک به دفتر کریگر که در بالای یک آتش‌فشان فعال است، رسیده و والریا را آنجا می‌بیند که به شدت بیمار به نظر می‌رسد و پوستش سبز رنگ شده و علائم اولیه‌ی تغییر به جهش‌یافته‌ها را نشان می‌دهد. جک با کریگر که همچون او و والریا درگیر سرم شده و حال به یک شبه‌جهش‌یافته بدل شده مقابله می‌کند و او را شکست می‌دهد. جک از کریگر در حال مرگ می‌پرسد که پادزهر این سرم کجاست و کریگر پاسخ می‌دهد که این سرم تنها می‌تواند هنگامی که به صورت زیرپوستی تزریق شود، تأثیرگذار باشد. پس از مرگ کریگر، دویل خودش را به یکی از مناطق نزدیک آنجا می‌رساند و افشا می‌کند که سرنگی که آن‌ها به خود تزریق کرده‌اند، پادزهر نبوده و ماده‌ی جهش‌زا درون رگ‌هایشان جاری است. درواقع دویل آن‌ها را فریب داده تا خودشان را آلوده کنند و کریگر را بکشند. جک که متوجه خیانت دویل شده، او را تهدید می‌کند که اگر پادزهر را به آن‌ها ندهد، او را می‌کشد، اما دویل پاسخ می‌دهد که تریجن‌ها که کریگر را پدر خودشان می‌دانستند، از مرگ او و انفجار رخ داده بسیار خشمگین هستند. جک پیش از آن‌که راهی انتقام گرفتن از دویل شود، والریا را درون یک قایق در اسکله می‌گذارد و یک تفنگ کنارش می‌گذارد تا بتواند در موقع نیاز از خودش مواظبت کند.         
جک تریجن‌هایی که قصد دارند جلوی او را بگیرند که به دویل نرسند را می‌کشد و به دویل می‌رسد. دویل می‌گوید که جک نمی‌فهمد. او را فرستاده‌اند و او تنها مأمور است و جک نمی‌تواند جلوی این اتفاق را بگیرد، اما جک دویل را می‌کشد. سپس پادزهر سرم را برداشته و می‌رود. جک در حالی که آتش‌فشان با فورانش دارد دفتر کریگر را می‌بلعد، از آنجا می‌گریزد. او خودش و والریا را درمان می‌کند و در حالی که آتش‌فشان کل جزایر را نابود می‌کند، آن‌ها به جامعه‌ی مدنی بازمی‌گردند. والریا که هنوز تخت را ترک نکرده و در حال گذراندن دوران نقاهت است، پرونده‌ای ضخیم متشکل از مدارک، عکس‌ها، فیلم‌ها و نوارها را می‌بیند که روی آن نوشته شده: «پروژه‌ی فارکرای»